# BBC Look East
《BBC Look East》（意為「東望」），英國廣播公司（BBC）地區電視新聞節目，廣播範圍覆蓋諾福克郡、薩福克郡、埃塞克斯郡、劍橋郡、赫特福德郡、北安普敦郡、貝德福德郡、白金漢郡北部和林肯郡南鄀。
《BBC Look East》自1959年於BBC第一台（BBC One）啟播。《BBC Look East》有兩個攝影棚，位於劍橋郡劍橋，其一位於諾福克郡諾里奇。

## 外部連結
- BBC Look East（页面存档备份，存于）